# Il re e la ballerina
Il re e la ballerina (The King and the Chorus Girl) è un film del 1937 diretto e prodotto da Mervyn LeRoy, interpretato da Fernand Gravey, Joan Blondell e Edward Everett Horton.

## Trama
Alfred VII è un giovane e ricco sovrano che vive in esilio a Parigi, estremamente annoiato dalla vita e dedito all'alcool. Quando conosce una ragazza del coro che lavora alle Folies Bergère, la invita nella sua residenza, ma si addormenta prima dell'appuntamento. L'indignazione della ragazza offre l'opportunità ai fedeli cortigiani del re di scuoterlo dalla sua apatia.
Il film è noto per essere l'unico con una sceneggiatura ufficialmente accreditata a Groucho Marx, scritta in collaborazione con Norman Krasna.